# Indonesische coelacant
De Indonesische coelacant  (Latimeria menadoensisis) is een vis. Geslachten uit de familie Latimeriidae en de klasse Sarcopterygii (kwastvinnigen) waren tot in de twintigste eeuw alleen als fossiel bekend.

## Kenmerken
Deze soort heeft een lichaamslengte van 160 cm en een gewicht van 65 tot 98 kg.

## Verspreiding en leefgebied
Deze soort komt voor in de westelijke Grote Oceaan in de Celebeszee.

## Ontdekking
Deze vis werd bijna zestig jaar na de ontdekking van de gewone coelacant in 1997 gefotografeerd op een vismarkt in Manado (Sulawesi, Indonesië). De foto werd via internet opgemerkt door een deskundige. Inmiddels was de vis al geconsumeerd. Daarna werd alles in het werk gesteld om meer exemplaren voor onderzoek zeker te stellen.

## Vervolgonderzoek
In 2011 waren er vijf vissen onderzocht
1. De eerste gefotografeerde vis op 18 september 1997 van circa 130 cm
2. Een vrouwtje van 124 cm dat op 30 juli 1998 werd gevangen en onderzocht
3. Een vrouwtje met kuit van 131 cm gevangen op 19 mei 2007 in het maritieme Nationaal Park Bunaken
4. Een exemplaar van 110 cm op 25 november 2008 bij Noord-Minahasa
5. Een exemplaar van 114 cm lengte op 16 september 2009 in Noord-Sulawesi

Verder waren er waarnemingen in 1999 met de bemande onderzoekduikboot Jago onder leiding van Hans Fricke op 155 m diepte en in 2006 en 2007 waarnemingen via een op afstand bestuurde duikboot van de Fukushima, Marine Science Museum Foundation.
In november 2010 ontdekten wetenschappers van het Fukushima Aquarium in Japan (in samenwerking met Indonesische onderzoekers uit Menado) vijf coelacanten in de buurt van het eiland Biak (West-Papoea). Dit is ongeveer 1800 km ten oosten van de oorspronkelijke vindplaatsen van de Indonesische coelacant.
Deze vissoort staat als "kwetsbaar" op de Rode Lijst van de IUCN.